# Brønnums Hus
Brønnums Hus er en fredet bygning beliggende ved siden af Det Kongelige Teater på Kongens Nytorv i det centrale København. Det var en af de første bygninger, der stod færdig i forbindelse med ombygningen af de tidligere Gammelholms flådeværfter. Bygningen ejes nu af Karberghus. Det er blevet omdannet til servicerede kontorer, og stueetagen er hjemsted for en avanceret cocktailbar.

## Historie
Brønnums Hus var det første boligbyggeri, der stod færdigt, da de tidligere flådeværfter ved Gammelholm kom under ombygning i 1860'erne. Det er tegnet af Ferdinand Vilhelm Jensen og bygget 1865-1866. Bygningen blev købt af mægleren Martin Henriques og tobaksfabrikanten Bernhard Hirschsprung, der begge boede i bygningen med deres familier i mange år.
Henriques og hans kone Terese (født Abrahamson) boede på første sal indtil deres død i 1912 og 1882. Parret var nære venner med forfatteren H.C. Andersen, som de var blevet præsenteret for af balletmester August Bournonville og Andersen var fast gæst i hjemmet. Martin R Henriques' søster Dorothea Melchior (1823-1885) og hendes mand Moritz G. Melchior var også blandt Andersens nærmeste venner. Andre fremtrædende kulturpersonligheder besøgte deres hjem, heriblandt August Bournonville og komponisterne Niels W. Gade, J.P.E. Hartmann og Edvard Grieg.
Hirschsprung boede med sin familie på anden sal. Sammen med sin bror, Heinrich Hirschsprung, havde Bernhard Hirschsprung overtaget sin fars tobaksfirma A.M. Hirschsprung & Sønner i 1859. I 1870 færdiggjorde virksomheden en ny fabrik lidt nede ad gaden, på hjørnet af Tordenskjoldsgade og Heibergsgade.
I mere end 125 år indeholdt stueetagen Café Brønnum, et etablissement populært blandt skuespillere fra Det Kongelige Teater og andre kunstnere. Lokalerne indeholdt senere teatrets billetkontor.

## Arkitektur
Bygningen er fire etager høj, og består af fire fag på Tordenskjoldsgade, et tre-faget afrundet hjørne og en halv bugt, der forbinder bygningen med Harsdorffs Hus på Kongens Nytorv. Bygningen omkranser tre sider af en lille gårdhave, som er lukket mod syd af en brandmur.
Den udvendige facade har rustikation i stueetagen og rige stukudsmykninger på de øverste etager. Slutstenene i de afrundede åbninger er udformet som groteske masker. Andre dekorationer omfatter delfiner under vinduerne på første sal og skjolde kronet af bistader og holdt af havfruer over vinduerne på første sal og ørne over vinduerne på anden sal. Jernbalkonerne på det afrundede hjørne af første og anden sal understøttes af flyvende ørne. Under tagrenderne er en frise med putti, der holder en guirlande. En faldende putto ses i bugten længst mod øst. Figuren blev lavet til minde om en arbejder, der faldt i døden under opførelsen af bygningen.
Lejligheden på anden sal har vægmalerier med scener fra Hirschsprungs landejendomme, som er malet af Niss (1842-1905) og Gotfred Rump (1816-80). I stuen er det originale lædertapet med forgyldte detaljer.

## I dag
I 2014 blev Brønnums Hus opkøbt af Karberghus og gennemgået en større renovering. Bygningen rummer nu et avanceret kontorhotel (kontorklub) med 140 arbejdspladser fordelt på 4 etager. Kontorerne er fuldt servicerede. En cocktailbar åbnede i stueetagen i august 2016.

## I populærkulturen
Brønnums Hus bruges som lokation i den danske komediefilm Familien Gyldenkål fra 1975.